# Гейн, Цезарь Адольфович
Це́зарь Адо́льфович Гейн (1890—1938) — советский государственный и политический деятель, дипломат.

## Биография
Родился в 1890 году в посёлке Новомлын Варшавской губернии.
Член РКП(б). Был дипломатическим представителем СССР в Дании с 1923 года по 20 ноября 1924 года, одновременно занимал пост торгпреда СССР в Дании.
По апрель 1938 года работал начальником Управления механизации учёта Центрального управления Народнохозяйственного учёта Государственной плановой комиссии при СНК СССР.
Репрессирован и обвинен в участии в контр-революционной террористической организации. Был арестован 23 апреля 1938 года и расстрелян 1 сентября 1938 года в посёлке Коммунарка Московской области.
Реабилитирован 23 августа 1962 года ВКВС СССР.